# Околітенко Наталя Іванівна
Нат́аля Ів́анівна Окол́ітенко (* 6 вересня 1939, Київ — † 2 грудня 2017, Ірпінь) — українська письменниця, журналістка, публіцистка.

## Біографія
Наталя Околітенко провела дитинство в Острі. Рано осиротіла, батько помер невдовзі після її народження. Закінчила 1962 року біологічний факультет Київського державного університету (спеціальність «Фізіологія рослин»). Три роки викладала в школі хімію і біологію. Була фаховим редактором у видавництві «Радянська школа», літературним редактором у газеті «Радянська освіта», заввідділу науки й кореспонденткою в журналі «Україна», заступником головного редактора альманаху «Натураліст — все про довкілля». З 1999 року вона веде кілька рубрик і пише статті в журналі «Жінка». Тривалий час Наталя Околітенко працювала у приватній компанії «Науково-дослідний інститут інформаційно-хвильових технологій». 15 травня 2004 року стала членом ГО Українська академія наук, а у 2008 році — гранд-доктором філософії — за версією «Всесвітнього університету розвитку науки, освіти та суспільства» (Росія), недержавного освітнього закладу, що видається через «Міжнародний університет фундаментальної освіти», неакредитований приватний заклад.
1977 року вступила у Спілку письменників України.
27 квітня 2013 року Наталі Околітенко присвоєно звання «Заслужений журналіст України».
Останні два роки життя, після смерті чоловіка — Данила Кулиняка, Наталя Околітенко важко хворіла. Померла 2 грудня 2017 року в Ірпені, похована 4 грудня на ірпінському кладовищі, поряд із чоловіком.

## Творчість
З її слів, Наталя Околітенко почала друкуватися, ще будучи ученицею шостого класу. Тоді її вірші перекладено багатьма мовами Радянського Союзу. Перше її оповідання, написане у восьмому класі, здобуло головну премію на конкурсі юнацьких творів. Прочитавши кілька новел юної письменниці, Олесь Гончар через репортера тоді мільйоннотиражного журналу «Україна» Григорія Коренчука (Генрика Волянського) передав їй листівку з пропозицією подати документи для вступу в Спілку письменників України, не чекаючи виходу книжки. Але зробити це авторка не встигла, бо саме тоді на довгий час впала в око співробітникам КДБ. Після відмови співпрацювати з цією організацією на першу Наталину збірку замість уже готової позитивної рецензії в «Літературній Україні» надрукували негативну — ще перед тим, як ця збірка побачила світ.
У 1967 році вийшла перша книжка Наталі Околітенко «Інтеграл Піфагора» — збірка оповідань і новел. Наступними були збірки «Сніжні ягоди» (1970), «Велика річка» (1973) й «Місяць активного сонця» (1979). 1983 року опубліковано «Найкоротшу ніч року». Як сказано в анотації, герої оповідань — люди різного віку, фаху та характеру, але всіх їх об'єднує пристрасна непримиренність зі злом і несправедливістю, прагнення повнокровного життя. У «Казці про синього птаха» (1986) чільне місце посідає перша повість письменниці «Базальтові острови». Наступна книжка «Крок вікінга» (1990) — це фантастичні оповідання і повість «Тутті». У них авторка осмислює магічний фольклор — оповіді, легенди, заклинання — з позицій сучасної науки. Стрижень повісті — це спроба прогнозування етичних та соціальних проблем, які можуть постати з відродженням давніх генетичних програм. В історичному романі «Рось-Марія» (2009, 2011) про Сошенка, як написано в анотації, «вперше досліджено долю того, хто став Предтечею нашого національного генія, вторувавши його творчі шляхи, а заодно й маловідомі епізоди Шевченкової біографії».
Прозові твори авторки перекладено російською, словацькою, грузинською, молдовською та румунською мовами.
1987 року Наталя Околітенко опублікувала «Годинник життя» — науково-художню книжку, в якій розглянуто і широко осмислено біологічні ритми. До цього ж таки жанру належать її наступні твори. «Таємниця пентагіри» (1989) — це передусім популярний виклад історії генетики. «Таємниця точки Хе-Гу» (1993) — це науково-пізнавальні оповіді про празв'язки й сьогодення тріади Людина — Земля — Космос.
Наталя Околітенко також писала фахову літературу. 2005 року у співавторстві з Дмитром Гродзинським вона опублікувала посібник для вищих навчальних закладів «Основи системної біології».

## Громадська діяльність

### Конфлікт навколо Спілки письменників
У 2002 р. письменницю виключили з Спілки письменників України «за дії, які суперечать статуту організації». На альтернативних письменницьких зборах 30 жовтня 2003 року вона, з її слів, маючи на меті покінчити з корупцією в НСПУ, була обрана головою цієї спілки, що було надалі заблоковано рішенням Верховного суду України. Опоненти Околітенко вважають її дії розкольницькими та організованими тодішньою адміністрацією Президента Леоніда Кучми з метою прибрання опозиційно налаштованих письменників з керівництва спілки.

### Суперечливі заяви з приводу науки
У співавторстві з Миколою Колбуном видала «Антидогми медицини» (2005).
Ці два автори написали також «Рак — ошибка формообразования: где? когда? почему? как?» (2007, рецензенти Ф. В. Кивва і Ю. П. Лиманський, які не є спеціалістами з онкології). В анотації зазначено: «У першій частині запропоновано принципово нову теорію канцерогенезу, котра обґрунтовує причину виникнення раку як явища тимчасової нестиковки при регенерації тканини, що являє собою біоценоз. Друга частина присвячена природі та особливостям інформаційних взаємодій у живих системах, що вкрай важливо для медичної практики. У третій частині обґрунтовано потребу переходу від практики знищення мікроорганізмів до практики співпраці з мікросвітом, повороту його процесів у потрібному для людини напрямку.» На думку авторів, ними здійснено дуже важливе відкриття про можливість повернення еволюційних відносин між макро- та мікросвітом до стандартів, звичних медицині. Жодної реакції наукового світу на цю книгу не відомо.
У праці «ВИЧ в свете законов природы: альтернативный взгляд» (2009) йдеться про боротьбу з імунодефіцитними станами за допомогою нової медичної технології — інформаційно-хвильової терапії, яка не підкріплена публікаціями у рецензованих наукових виданнях .
У науково-теоретичній суперечці про основи й причини СНІД Наталя Околітенко обстоювала псевдонаукову думку, альтернативну більшості науковців, а саме заперечує безпосередній зв'язок між СНІД та ВІЛ. і захищає цю думку в полемічних статтях і виступах.

### Художні твори
- «Інтеграл Піфагора» (1967)
- «Сніжні ягоди» (1970)
- «Велика річка» (1973)
- «Місяць активного сонця» (1979)
- «Найкоротша ніч року» (1983)
- «Казка про синього птаха» (1986)
- «На єдиній дорозі» (1988)
- «Тутті» (1990)
- «Крок вікінга» (1990)
- «Запах острова» (1990)
- «А ми не праведники. Не праведники ми» (2002)
- «Політ на вогненних крилах» (2005)
- «Рось-Марія» (2010, 2013)[8][9]
- «Повернення фараонового сина». — Київ: Пульсари, 2015. 605 с., ISBN 978-617-615-055-8

### Науково-художні твори
- «Годинник життя» (1987)
- «Таємниця пентагіри» (1989)
- «Що записано в книгу життя» (1990)
- «Парадокси професіоналізму» (1991, публіцистичне дослідження)
- «Таємниця точки Хе-Гу» (1993)
- «А що ж за межею?» (2008, для дітей)
- «Биология для увлеченных» (2006)
- «Розповіді про цікаве» (2010)
- «Возможна ли в наше время эпидемия чумы?»

### Освітні посібники
- «Основи системної біології» (2005, у співавторстві з Дмитром Гродзинським, посібник для вищих навчальних закладів)

### Паранаукові й полемічні твори
- «Антидогми медицини» (2005, у співавторстві з членом УАН і ЄАН Миколою Колбуном)
- «Рак — ошибка формообразования: где? когда? почему? как?» (2007, у співавторстві з Миколою Колбуном; рецензенти Ф. В. Кивва і Ю. П. Лиманський)
- «ВИЧ в свете законов природы: альтернативный взгляд» (2009, у співавторстві з Миколою Колбуном)
- «Друга реальність. Паранаука очима науки». — К.: Юніверс, 2014, 240 с. ISBN 978-966-8118-96-8

### Російські переклади творів Наталі Околітенко
- «Базальтовые острова» (1988, збірник повістей і оповідань)
- «Запах острова» (1990)
- «Тутти» (1990)
- «Шаг викинга» (1990)
- "Дождь и снег" - Техника молодежи N 1 за 1986 г.[10]

## Критика творчості
- Олександр Драндар. Під знаком доброти: [Рец. на збірку Наталії Околітенко «А ми не праведники, не праведники ми» (Київ, 2002)] // Дніпро, 2005, № 9-10 — с. 142—144
- Віталій Карацупа, Олександр Левченко. Минуле української фантастики: [Про письменників-фантастів Миколу Білкуна, Радія Полонського, Юрія Щербака, Валентина Чемериса, Наталію Околітенко, Анатолія Дімарова, Анатолія Стася, Юрія Ячейкіна, Олександра Зиму, Юрія Лоцманенка] // УФО, 2009, № 1 — с. 52—58

## Нагороди
- 1986 — третя премія на конкурсі журналу «Дніпро» за цикл науково-популярних нарисів «Годинник життя»)
- 1989 — перша премія на міжнародному конкурсі журналу «Радянська жінка» за оповідання «Падав сніг»
- 2012 — номінація на Національну премію України імені Тараса Шевченка за роман «Рось-Марія»
- 2012 — Всеукраїнська літературна премія імені Ірини Вільде ()[11][12]